# نيد بورتر
نيد بورتر (بالإنجليزية: Ned Porter)‏ هو لاعب كرة قاعدة أمريكي، ولد في 6 يوليو 1905 في أبالاتشيكولا في الولايات المتحدة، وتوفي في 30 يونيو 1968 في غينزفيل في الولايات المتحدة.

## وصلات خارجية
- نيد بورتر على موقعبيزبول رفرنس.كوم (الدوري الرئيسي) (الإنجليزية)